# Latipalpis plana
Latipalpis plana ist ein Käfer aus der Familie der Prachtkäfer und der Unterfamilie Chrysochroinae.  Die Gattung Latipalpis ist weltweit mit sieben Arten vertreten, von denen vier auch in Europa vorkommen. Die sieben Arten werden auf zwei Untergattungen, Latipalpis Latipalpis und Latipalpis Palpilatis verteilt. Latipalpis plana gehört zur Untergattung Latipalpis. Die Art Latipalpis plana tritt in Europa in der Unterart Latipalpis plana plana auf.

## Bemerkungen zum Namen
| | |                       |
| Abb. 1: Zur Erstbeschreibung von 1808 gefertigte Abbildungen von Platipalpis plana, Aufsicht und Unterseite | Abb. 1: Zur Erstbeschreibung von 1808 gefertigte Abbildungen von Platipalpis plana, Aufsicht und Unterseite | Abb. 2: Seitenansicht |
| Abb. 1: Zur Erstbeschreibung von 1808 gefertigte Abbildungen von Platipalpis plana, Aufsicht und Unterseite | Abb. 1: Zur Erstbeschreibung von 1808 gefertigte Abbildungen von Platipalpis plana, Aufsicht und Unterseite |                       |
| | |                       |
| Abb. 3: Aufsicht mit Millimeterskalierung                                                                   | Abb. 3: Aufsicht mit Millimeterskalierung                                                                   | Abb. 4: Vorderansicht |

Die Art wurde erstmals 1790 unter dem französischen Namen  'Bupreste uni' mit dem wissenschaftlichen Namen Buprestis plana von Olivier aus der Provence beschrieben, und im zugehörigen Bildatlas wurde 1808 Oberseite und Unterseite des Käfers abgebildet (Abb. 1 und 2).
Das Artepitheton plana von lat. „planus, a, um“ für „eben“ weist darauf hin, dass der Körper abgeflacht ist. Letzteres wird auch in der Erstbeschreibung mehrfach erwähnt.
1794 wurde von Rossi die Art nochmals unter dem Namen Buprestis pisana beschrieben. Mehrere spätere Autoren übernahmen für den Käfer den Artnamen pisana (lat. 'bei Pisa vorkommend'). (Herbst 1801, Lacordaire 1857, Kiesenwetter 1857, Marseul 1865)
Die  Gattung Latipalpis wurde 1833 von Solier im Rahmen einer neuen Aufteilung der Prachtkäfer aufgestellt. Der Gattungsname ist von lat. „lātus“ für „breit“ und lat. „pálpus“ für „Taster“ abgeleitet. In der Beschreibung führt Solier aus, dass sowohl die Kiefer- als auch die Lippentaster bei den Käfern der Gattung beil- oder becherartig erweitert enden. (Die meisten der von Solier der Gattung zugeteilten Arten werden heute anderen Gattungen zugerechnet.)

## Beschreibung des Käfers

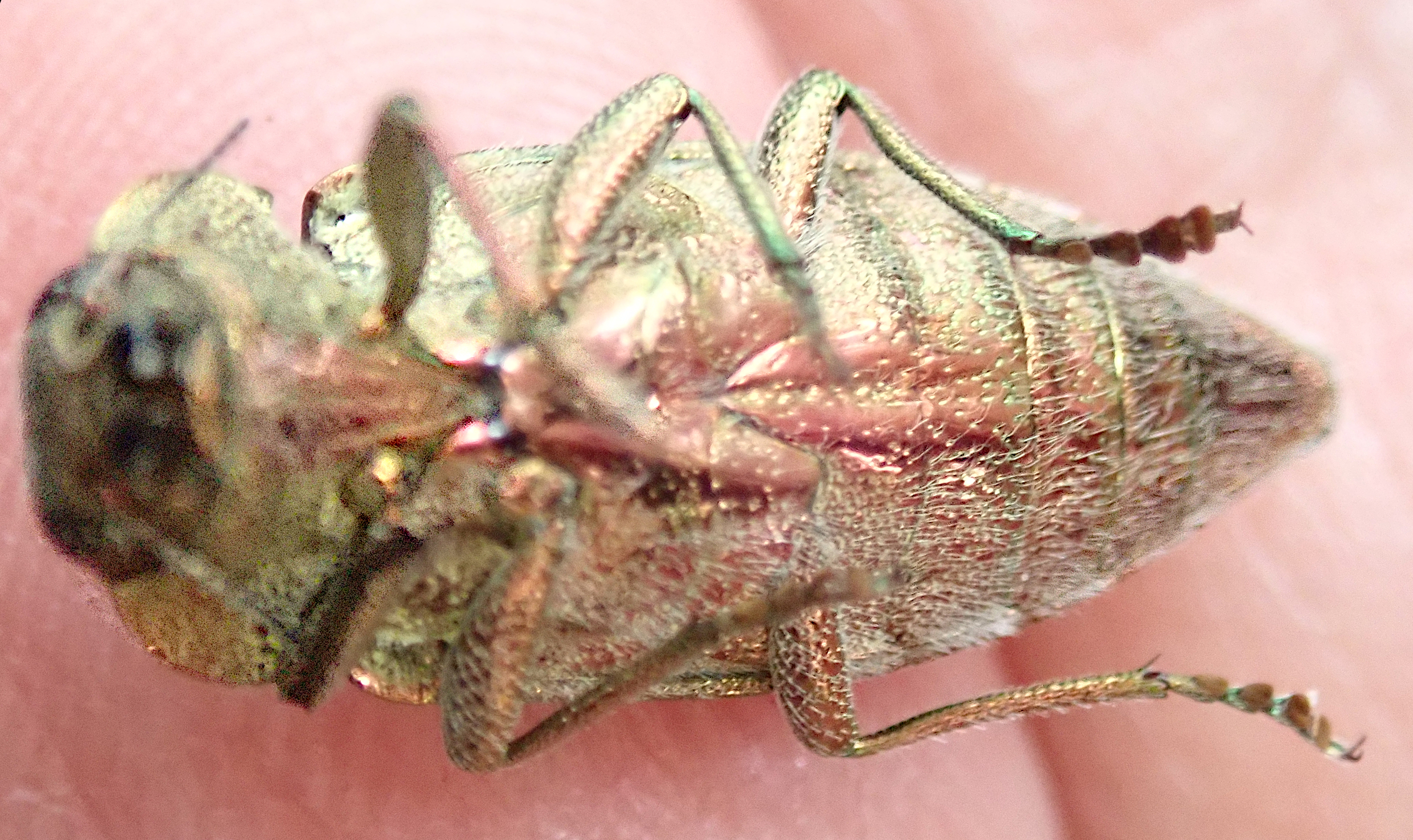
Abb. 5: Unterseite

Der länglich ovale, abgeflachte Käfer ist auf der Oberseite goldgrün bis dunkelgrün und schwach glänzend, am Flügeldeckenrand schmal gelbgolden und auf dem Halsschild breit golden gesäumt, der Kopf und das Schildchen sind intensiver golden, die Unterseite hell kupferfarben (Abb. 1 rechts und 5). Eine blaue Variante wurde als var. Inaurata beschrieben. Der Käfer wird siebzehn bis dreiundzwanzig Millimeter lang  bei einer Breite von sechs bis acht Millimetern.
Der Kopf ist grob runzelig punktiert (Abb. 4). Die braunen Augen sind groß und enden fast entlang dem Halsschild. Die Oberkiefer sind kräftig. Die dreigliedrigen Kiefertaster und die zweigliedrigen Lippentaster enden verdickt (Name). Die schlanken bronzefarbenen elfgliedrigen Fühler sind ab dem vierten Glied stumpf nach innen gesägt und erreichen die Hälfte des Halsschilds. Das zweite Fühlerglied ist klein und kugelig, das dritte Fühlerglied ist so lang wie das vierte und doppelt so lang wie das zweite.
Der Halsschild ist etwas feiner und an den Seiten dichter punktiert als der Kopf. Er ist deutlich breiter als lang. Die  Vorderecken sind stark abgerundet, die Hinterecken etwa rechtwinklig. Der Vorderrand des Halsschilds schließt gerade an den Kopf an, der Hinterrand ist schwach doppelbogig. Die breiteste Stelle liegt vor der Mitte und ist leicht aufgeworfen gerandet. Vor dem Schildchen ist der Halsschild strichförmig eingedrückt. Der Halsschild ist nur über die Breite, nicht der Länge nach gewölbt.
Das Schildchen ist klein, queroval und in der Mitte niedergedrückt.
Die Flügeldecken sind an der Basis etwas breiter als der Halsschild, über drei Mal so lang wie dieser und doppelt so lang wie die Flügeldecken gemeinsam breit. Die breiteste Stelle liegt an der Mitte der Flügeldecken. Am Außenrand sind die Flügeldecken in der hinteren Hälfte unauffällig körnig gezähnt. Die Punktierung der Flügeldecken ist deutlich und dichter als an Kopf und Brust, an der Naht etwas weitläufiger. Die Punkte sind undeutlich gereiht. Die Flügeldecken enden zugespitzt und abgestutzt, die Außenecken sind etwas zahnförmig ausgezogen.
Die Beine sind bronzefarben und kräftig, die Tarsen alle fünfgliedrig. Das erste Glied der Hintertarsen ist länger als das zweite.
Die Unterseite ist grob, aber nicht tief punktiert und hell behaart (Abb. 5). Das fünfte (letzte) Hinterleibsegment ist bei den Männchen hinten leicht ausgeschnitten, bei den Weibchen eher abgerundet.

## Biologie
Die wärmeliebenden, tagaktiven Tiere entwickeln sich in verschiedenen Eichenarten, auch in immergrünen, wo sie sich im Wipfelbereich aufhalten. Bei großer Hitze halten die Käfer sich angeblich am Fuß der Stämme auf. Sie befallen junge Bäume oder bereits durch andere Insekten geschädigte Äste ab einem Durchmesser von drei Zentimetern. Die Entwicklung dauert mindestens drei Jahre.
Zumindests in Frankreich ist nachgewiesen worden, dass die Larven mit denen des Prachtkäfers Kisanthobia ariasa zusammenleben, die ähnliche Lebensbedingungen benötigen.

## Verbreitung
Die Nominatform Latipalpis plana plana findet man in Italien (einschließlich Sardinien und Sizilien), Frankreich (mit Korsika) und Spanien (sehr selten). Die zweite Unterart Latipalpis plana berythensis hat sich weiter östlich herausgebildet. Man findet sie in der Türkei, dem Iran, Syrien und dem Libanon.